# Lestica subterranea
Lestica subterranea är en stekelart som först beskrevs av Fabricius 1775.  Lestica subterranea ingår i släktet Lestica, och familjen Crabronidae. Arten är reproducerande i Sverige.